# Rhinolophus cornutus
Rhinolophus cornutus es una especie de murciélago de la familia Rhinolophidae. Actualmente, la IUNC la considera una subespecie de Rhinolophus pusillus.

## Subespecies
Se reconocen las siguientes:
- R.c.cornutus: Hokkaido, Kyushu, Honshu, Shikoku, Sado, Miyake, Mikura, Hachijo, Tsushima, Iki, Fukue;
- R.c.miyakonis (Kuroda, 1924): Miyakojima;
- R.c.orii (Kuroda, 1924): Amami-oshima, Kakeroma, Okinoerabu y Tokunoshima.
- R.c.perditus (Andersen, 1918): Ishigaki;
- R.c.pumilus (Andersen, 1905): Okinawa.

## Distribución geográfica
Es endémica de Japón y, quizá, China.

## Hábitat
Su hábitat natural son: zonas tropicales o subtropicales, de bosques templados.

## Estado de conservación
Se encuentra amenazada por la pérdida de su hábitat natural.